# USS Rafael Peralta (DDG-115)
Рафаель Перальта (DDG-115) — ескадрений міноносець КРО типу «Арлі Берк» ВМС США, серії IIa з 127/62-мм АУ. Шістдесят п'ятий корабель цього типу в складі ВМС США, будівництво яких було схвалено Конгресом США.

## Назва
15 лютого 2012 року міністр ВМС США Рей Мабус оголосив, що корабель буде називатися «Rafael Peralta» на честь сержанта морської піхоти Рафаеля Перальти (07 квітня 1979 — 15 листопада 2004), який загинув під час операції зі звільнення Іраку.

## Будівництво
Контракт на будівництво корабля вартістю 679,6 млн доларів США був підписаний 26 вересня 2011 року із суднобудівною компанією Bath Iron Works, яка розташована на річці Кеннебек в Баті, штат Мен.
До січня 2014 року кормова частина судна була завершена і почалося оснащення. Церемонія закладання кіля відбулася 30 жовтня 2014 року. 31 жовтня 2015 року відбулася церемонія хрещення. Хрещеною матір'ю стала Роза Марія Перальта, мати загиблого сержанта Рафаеля Перальта, на честь кого був названий корабель. 1 листопада 2015 року спущений на воду. 17 жовтня 2016 року залишив верфі для проходження перших морських випробувань, після завершення яких 18 жовтня повернувся на корабельню. З 14 по 17 листопада проходив другі морські випробування. З 15 до 16 грудня проходив приймальні випробування. 3 лютого 2017 року на корабельні відбулася церемонія передачі корабля замовнику — ВМС США. 29 липня в Сан-Дієго відбулася церемонія введення в експлуатацію.

## Бойова служба
З 17 січня 2020 по липень 2020 здійснив своє перше розгортання в зоні відповідальності 5-го і 7-го флотів.
4 лютого 2021 року прибув у свій новий порт приписки Йокосука (Японія).

## У популярній культурі
Есмінець взяв участь у зйомках епізоду серіала «Джек Раян».